# Merritt Lyndon Fernald
Merritt Lyndon Fernald ( 5 de octubre de 1873 - 22 de septiembre de 1950 ) fue un botánico, pteridólogo y profesor estadounidense. En su tiempo fue reconocido como respetado estudioso de la taxonomía y de la fitogeografía de la flora de las Tracheobionta (plantas vasculares, del este templado de Norteamérica. Publicó más de 850 ítems científicos, y escribió y editó la 8.ª edición del Manual Gray de Botánica; y Plantas Comestibles Silvestres del Este de EE.UU. entre 1919-1920 con Alfred Kinsey, publicado en 1943.
Había nacido en Orono, Maine, su padre Merritt Caldwell Fernald, un profesor de la Universidad de Maine, y su madre Mary Lovejoy Heywood. Concurrió al "Orono High School", en ese período decide estudiar Botánica, colecciona plantas de Orono y publica dos trabajos botánicos aun estando en el colegio. Va al "Maine State College" un año, pero a los 17 es invitado a trabajar como asistente en el "Herbario de Gray" en la Harvard University. Allí comienza estudios en 1891 y se gradúa en 1897, siendo profesor en la Facultad, y siguiendo en el Herbario.

## Honores

### Eponimia
Género
- (Apocynaceae) Fernaldia Woodson[2]

Especies, unas 90, entre ellas
- (Asteraceae) Arnica fernaldii Rydb.[3]

- (Begoniaceae) Begonia fernaldiana L.B.Sm. & B.G.Schub.[4]

- (Brassicaceae) Boechera fernaldiana (Rollins) W.A.Weber[5]

- (Campanulaceae) Delissea fernaldii (Rock) H.St.John[6]

- (Cyperaceae) Bolboschoenus fernaldii (C.Bicknell) Soó ex Govaerts[7]

- (Cyperaceae) Carex fernaldiana H.Lév. & Vaniot[8]

- (Lentibulariaceae) Utricularia fernaldiana F.E.Lloyd & G.Taylor[9]

- (Dracaenaceae) Dracaena fernaldii (H.St.John) Jankalski[10]

- (Fabaceae) Astragalus fernaldii H.F.Lewis[11]

- (Iridaceae) Limniris fernaldii (R.C.Foster) Rodion.[12]

- (Poaceae) Puccinellia fernaldii (Hitchc.) E.G.Voss[13]

- (Primulaceae) Primula fernaldiana W.W.Sm.[14]

- (Rosaceae) Rubus fernaldianus L.H.Bailey[15]

- (Salicaceae) Salix fernaldii Blank.[16]

- La abreviatura «Fernald o Fern.» se emplea para indicar a Merritt Lyndon Fernald como autoridad en la descripción y clasificación científica de los vegetales.[17]